# Šajtán
Šajtán (arabsky شَيْطَان‎ – ďábel nebo démon) je v islámu zlý duch podněcující člověka k hříchu skrze waswasaħ (وَسْوَسَة, šeptání do srdce). Vždy vedou člověka z cesty. Přestože jsou démoni obvykle pojati v abstraktním smyslu a jsou popisování jako jejich zlý vliv, jsou také zobrazováni jako ošklivé a groteskní stvoření z pekelného ohně.

## Etymologie a terminologie
Slovo „šajtán“ pochází ze semitského kořene (vzdálený, zbloudilý) vyjadřujícího teologické konotace stvoření vzdáleného božské milosti. V předislámské Arábii tento pojem označoval zlého ducha, ale byl používán pouze básníky v kontaktu se židy a křesťany.
Se vznikem islámu se význam šajatin posunul blíž ke křesťanskému pojetí ďábla; etymologicky souvisí se slovem satan.